# Verliesaversie
Verliesaversie is de neiging om liever een verlies te vermijden dan iets gelijkaardig in de plaats te winnen. Het is de natuurlijke afkeer van verlies.
Zo zal iemand die plots 100 euro kwijt is meer voldoening verliezen dan iemand aan voldoening zal winnen die 100 euro vindt. Personen die dreigen iets te verliezen, kunnen irrationele risico's nemen om het potentieel verlies tegen te gaan. Zoals mensen die op de sporen springen omdat er wat wisselgeld van het perron viel of een man die het leven verliest, omdat zijn gsm in een rioolput viel en hij erachteraan ging.
Verliesaversie werd het eerst beschreven door Daniel Kahneman en Amos Tversky.